# Cherechiu
Cherechiu é uma comuna romena localizada no distrito de Bihor, na região histórica da Crișana (parte da Transilvânia). A comuna possui uma área de 53.85 km² e sua população era de 2492 habitantes segundo o censo de 2007.